# مودولا-3
مودولا-3 (بالإنجليزية: Modula-3)‏ هي لغة برمجة تمخضت كخليفة لنسخة مطورة من Modula-2 تُعرف باسم Modula-2+ . في حين أنها كانت مؤثرةً في دوائر البحث (يؤثر على تصميمات اللغات مثل Java و C # و Python  ) لم يتم اعتماده على نطاق واسع في الصناعة. تم تصميمه من قبل لوكا كارديلي، وجيمس دوناهو، ولوسيل غلاسمان، وميك جوردان (من قبل في مختبر أوليفيتي لتكنولوجيا البرمجيات)، وبيل كالسو وجريج نيلسون في مركز أبحاث أنظمة شركة المعدات الرقمية (DEC) (SRC) ومركز أبحاث أوليفيتي (ORC) في أواخر الثمانينيات.
الميزات الرئيسية لـ Modula-3 هي البساطة والأمان مع الحفاظ على قوة لغة برمجة الأنظمة. تهدف Modula-3 إلى مواصلة تقليد باسكال الخاص بالسلامة النوعية، مع تقديم بنيات جديدة للبرمجة العملية في العالم الحقيقي. على وجه الخصوص، أضاف Modula-3 دعمًا للبرمجة العامة (على غرار القوالب)، وتعدد مؤشرات الترابط، ومعالجة الاستثناءات، وجمع البيانات المهملة، والبرمجة الموجهة للكائنات، والكشف الجزئي، ووضع علامات واضحة على التعليمات البرمجية غير الآمنة. كان الهدف من تصميم Modula-3 هو اللغة التي تنفذ أهم ميزات لغات البرمجة الأمرية الحديثة بأشكال أساسية تمامًا. وبالتالي تم حذف الميزات التي يُزعم أنها خطيرة ومعقدة مثل الوراثة المتعددة والحمل الزائد للمشغل.

## روابط خارجية
- الموقع الرسمي
- Modula3 على غيت هاب
- موقع تنفيذ CM3
- الصفحة الرئيسية لـ Modula-3 (ميتة منذ زمن بعيد ، مرآة )
- النموذج 3: تعريف اللغة
- elego لحلول البرمجيات
- مجموعة أخبار Modula-3 ، معظمها مهجور
- القائمة البريدية لتطوير النموذج 3 ، نشطة
- ملاحظات من فصل CS2 في معهد كاليفورنيا للتكنولوجيا ، تم تدريسه في Modula-3 في عامي 2002 و 2003
- Caltech's CS3 class 2009 على موقع واي باك مشين (نسخة محفوظة May 23, 2013) Caltech's CS3 class 2009 على موقع واي باك مشين (نسخة محفوظة May 23, 2013)
- برمجة المرآة في النموذج 3 : أمثلة البرنامج
- بناء تطبيقات OO الموزعة: Modula-3 Objects at Work . ميشيل ر.داجنيس. نسخة مسودة (يناير 1997)
- النموذج 3: اللغة والمكتبات والأدوات . عرض على Modula-3 أكثر من 120 شريحة. مايكل ر.داجنيس   ، ميت
- تجريد البيانات كائنية التوجه في الوحدة -3 . جوزيف بيرجين (1997)
- مقابلة Computerworld مع Luca Cardelli على Modula-3